# Parda (Cangas de Onís)
Parda es una aldea que pertenece a la parroquia de Margolles en el concejo de Cangas de Onís (Principado de Asturias). Se encuentra a 236 m s. n. m. y está situada a 6,50 km de la capital del concejo, la ciudad de Cangas de Onís. 

## Población
En 2020 contaba con una población de 14 habitantes (INE, 2020) repartidos en un total de 5 viviendas (INE, 2010).